# Гровенор, Уильям, 3-й герцог Вестминстер
Уильям Гровенор, 3-й герцог Вестминстер (англ. William Grosvenor; 23 декабря 1894 — 22 февраля 1963) — британский аристократ, 3-й герцог Вестминстер, 5-й маркиз Вестминстер, 6-й граф Гровенор, 6-й виконт Белгрейв, 6-й барон Гровенор и 12-й баронет Гровенор с 1953 года. Сын лорда Генри Гровенора и Доры Мины Эрскин-Вемисс, внук 1-го герцога Вестминстера. Стал 3-м герцогом после смерти своего двоюродного брата Хью в 1953 году. Герцог умер спустя 10 лет неженатым и бездетным, так что титул перешёл к его кузену Джеральду.